# Monte Viola
Il Monte Viola è una montagna dei monti Aurunci Antiappennino laziale, alta 1.174,1 m s.l.m., situata sul confine tra i comuni di Itri e Formia (LT) nel Lazio, all'interno del territorio del parco naturale dei Monti Aurunci.

## Descrizione
Dalla vetta si ammira un panorama che spazia dal promontorio del Circeo a nord fino al Golfo di Gaeta a sud..
Provenendo da Itri il monte è accessibile tramite il Passo delle Mesole o dalla Fossa del Lago, mentre provenendo da Formia è accessibile dal Canale della Mangosa.